# Ivan Dodig
Ivan Dodig (* 2. ledna 1985 Međugorje, Jugoslávie) je chorvatský profesionální tenista, který v letech 2004–2008 reprezentoval rodnou Bosnu a Hercegovinu. Na grandslamu zvítězil ve třech mužských a čtyřech smíšených čtyřhrách. French Open 2015 ovládl s Marcelem Melem, Australian Open 2021 po boku Filipa Poláška a French Open 2023 v páru s Austinem Krajickem. V mixu přidal triumfy s Latishou Chanovou na French Open 2018 i 2019 a ve Wimbledonu 2019. Australian Open 2022 vyhrál s Kristinou Mladenovicovou.
Na žebříčku ATP byl nejvýše ve dvouhře klasifikován v říjnu 2013 na 29. místě a ve čtyřhře v září 2023 na 2. místě. Trénuje ho Mladen Dodig. Dříve tuto roli plnil Čech Martin Štěpánek, který jej vedl od září 2010.
Ve čtyřhře Letních olympijských her 2020 v Tokiu vybojoval stříbrnou medaili s Marinem Čilićem. Ve své dosavadní kariéře na okruhu ATP Tour vyhrál jeden singlový a dvacet čtyři deblových turnajů. Na challengerech ATP a okruhu ITF získal osm titulů ve dvouhře a patnáct ve dvouhře.

## Tenisová kariéra

### Týmové soutěže
V daviscupovém týmu Bosny a Hercegoviny debutoval v roce 2002 jako 17letý utkáním základní skupiny zóny Evropy a Afriky proti Andoře, v němž vyhrál s Igorem Racicem čtyřhru proti dvojici Joan Jimenez-Guerra a Jean-Baptiste Poux-Gautier. Bosna a Hercegovina prohrála v sérii 1:2 na zápasy.
V chorvatském daviscupovém týmu debutoval poprvé v roce 2010 utkáním 1. kola světová skupiny proti Ekvádoru, když už za rozhodnutého stavu vyhrál dvouhru proti Ivánu Endarovi. Chorvati postoupili po vítězství 5:0 na zápasy. V roce 2016 byl součástí výběru, který prohrál finále s Argentinou 2:3 na zápasy. V Davis Cup 2018 získal trofej po rozhodující výhře Chorvatů nad Francií. Do roku 2025 v soutěži nastoupil k třiceti osmi mezistátním utkáním s bilancí 5–13 ve dvouhře a 14–20 ve čtyřhře.
Chorvatsko reprezentoval na Letních olympijských hrách 2012 v Londýně, kde v mužské dvouhře nestačil v 1. kole ve dvou setech na pozdějšího bronzového medailistu Juana Martína del Potra z Argentiny. Lépe se mu dařilo ve čtyřhře, kde společně s Marinem Čilićem postoupil až do čtvrtfinále, v němž nestačili na španělský pár David Ferrer a Feliciano López. Zúčastnil se také odložených Her XXXII. olympiády v Tokiu hraných během léta 2021. Opět s Čilićem zasáhl  do deblové soutěže, v níž získali stříbrné medaile. Ve finále podlehli nejvýše nasazeným krajanům Nikolovi Mektićovi s Matem Pavićem. Ze smíšené soutěže odešel po boku Dariji Jurakové poražen v úvodním kole od pozdějších olympijských vítězů  Pavljučenkovové s Rubljovem, až ztraceným supertiebreakem v poměru míčů 9–11. 

### Individuální kariéra
Na nejvyšší grandslamové úrovni ve dvouhře došel do osmifinále Wimbledonu 2013, kde však podlehl ve čtyřech setech Davidu Ferrerovi ze Španělska.
V mužském deblu Wimbledonu 2013 pak postoupil s Brazilcem Marcelem Melem do finále, kde je po čtyřsetovém průběhu zastavili Bob a Mike Bryanovi, kteří tak zkompletovali nekalendářní Grand Slam. Grandslamovou trofej vybojoval s Melem na French Open 2015, do něhož nastoupili jako třetí nasazení. Ve vyrovnaném duelu oplatili porážku světovým jedničkám, bratrům Bryanovým, když zápas dovedli do vítězného konce.
V létě 2019 se jeho stabilním spoluhráčem stal Slovák Filip Polášek. Na červnovém Antalya Open 2019 skončili jako poražení finalisté. Navazující Wimbledon 2019 znamenal postup do semifinále, v němž podlehli Francouzům Mahutovi s Rogerem-Vasselinem. Pátý deblový masters si pak po boku slovenského partnera odvezl ze cincinnatského Western & Southern Open 2019 po výhře nad kolumbijskými světovými jedničkami Cabalem a Farahem. V říjnu triumfovali na pekingském China Open 2019, když v boji o titul zdolali polsko-brazilské turnajové dvojky obhajující trofej Łukasze Kubota s Marcelem Melem po dvousetovém průběhu. Jako pár odehráli sedmý turnaj a po skončení jejich celková zápasová bilance činila 18–5. Semifinále na Rolex Paris Masters 2019 v Paříží jej pak na počátku listopadu vrátilo do první světové desítky ve čtyřhře.

## Osobní život
Narodil se v Međugorje, v městě ležícím v západní Hercegovině, otci Tomislavovi a matce Davorce. Má dva bratry Zeljka a Mladena, kteří jsou oba tenisovými trenéry. Tenis začal hrát v osmi letech. Podle vlastního vyjádření preferuje tvrdý povrch a z úderů servis. Dne 16. listopadu 2013 se oženil s Majou Ćubelovou a v červnu 2014 se páru narodil syn Peter Dodig. Hovoří chorvatsky a anglicky.

## Finále na Grand Slamu

### Mužská čtyřhra: 5 (3–2)
| Stav      | rok  | turnaj          | povrch | spoluhráč       | soupeři ve finále                 | výsledek                |
| --------- | ---- | --------------- | ------ | --------------- | --------------------------------- | ----------------------- |
| Finalista | 2013 | Wimbledon       | tráva  | Marcelo Melo    | Bob Bryan Mike Bryan              | 6–3, 3–6, 4–6, 4–6      |
| Vítěz     | 2015 | French Open     | antuka | Marcelo Melo    | Bob Bryan Mike Bryan              | 6–7(5–7), 7–6(7–5), 7–5 |
| Vítěz     | 2021 | Australian Open | tvrdý  | Filip Polášek   | Rajeev Ram Joe Salisbury          | 6–3, 6–4                |
| Finalista | 2022 | French Open     | antuka | Austin Krajicek | Marcelo Arévalo Jean-Julien Rojer | 7–6(7–4), 6–7(5–7), 3–6 |
| Vítěz     | 2023 | French Open (2) | antuka | Austin Krajicek | Sander Gillé Joran Vliegen        | 6–3, 6–1                |

### Smíšená čtyřhra: 6 (4–2)
| Stav      | rok  | turnaj          | povrch | spoluhráčka            | soupeři ve finále                      | výsledek              |
| --------- | ---- | --------------- | ------ | ---------------------- | -------------------------------------- | --------------------- |
| Finalista | 2016 | French Open     | antuka | Sania Mirzaová         | Martina Hingisová Leander Paes         | 6–4, 4–6, [8–10]      |
| Finalista | 2017 | Australian Open | tvrdý  | Sania Mirzaová         | Abigail Spearsová Juan Sebastián Cabal | 2–6, 4–6              |
| Finalista | 2011 | Australian Open | tvrdý  | Paul Hanley            | Katarina Srebotniková Daniel Nestor    | 3–6, 6–3, [7–10]      |
| Vítěz     | 2018 | French Open     | antuka | Latisha Chan           | Gabriela Dabrowská Mate Pavić          | 6–1, 6–7(5–7), [10–8] |
| Vítěz     | 2019 | French Open     | antuka | Latisha Chan           | Gabriela Dabrowská Mate Pavić          | 6–1, 7–6(7–5)         |
| Vítěz     | 2019 | Wimbledon       | tráva  | Latisha Chan           | Jeļena Ostapenková Robert Lindstedt    | 6–2, 6–3              |
| Vítěz     | 2022 | Australian Open | tvrdý  | Kristina Mladenovicová | Jaimee Fourlisová Jason Kubler         | 6–3, 6–4              |

## Utkání o olympijské medaile

### Mužská čtyřhra: 1 (1 stříbro)
| Stav    | rok  | místo konání    | povrch | spoluhráč   | soupeři                  | výsledek         |
| ------- | ---- | --------------- | ------ | ----------- | ------------------------ | ---------------- |
| Stříbro | 2020 | Tokio, Japonsko | tvrdý  | Marin Čilić | Nikola Mektić Mate Pavić | 4–6, 6–3, [7–10] |

## Finále na okruhu ATP Tour
| Legenda                       |
| ----------------------------- |
| D – dvouhra; Č – čtyřhra      |
| Grand Slam (3–2 Č)            |
| Olympijské hry (0–1 Č)        |
| Turnaj mistrů (0–1 Č)         |
| ATP Tour Masters 1000 (6–7 Č) |
| ATP Tour 500 (9–6 Č)          |
| ATP Tour 250 (1–1 D; 6–13 Č)  |

### Dvouhra: 2 (1–1)
| Stav      | č. | datum           | turnaj                      | povrch    | soupeř ve finále | výsledek |
| --------- | -- | --------------- | --------------------------- | --------- | ---------------- | -------- |
| Vítěz     | 1. | 6. února 2011   | Záhřeb, Chorvatsko          | tvrdý (h) | Michael Berrer   | 6–3, 6–4 |
| Finalista | 1. | 18. června 2011 | s-Hertogenbosch, Nizozemsko | tráva     | Dmitrij Tursunov | 3–6, 2–6 |

### Čtyřhra: 54 (24–30)
| Stav      | č.  | datum              | turnaj                                    | povrch    | spoluhráč              | soupeři ve finále                       | výsledek                   |
| --------- | --- | ------------------ | ----------------------------------------- | --------- | ---------------------- | --------------------------------------- | -------------------------- |
| Finalista | 1.  | 5. února 2012      | Záhřeb, Chorvatsko                        | tvrdý (h) | Mate Pavić             | Marcos Baghdatis Michail Južnyj         | 2–6, 2–6                   |
| Finalista | 2.  | 26. února 2012     | Memphis, Spojené státy                    | tvrdý (h) | Marcelo Melo           | Max Mirnyj Daniel Nestor                | 6–4, 5–7, [7–10]           |
| Finalista | 3.  | 10. února 2013     | Záhřeb, Chorvatsko                        | tvrdý (h) | Mate Pavić             | Julian Knowle Filip Polášek             | 3–6, 3–6                   |
| Finalista | 4.  | 6. července 2013   | Wimbledon, Londýn, Spojené království     | tráva     | Marcelo Melo           | Bob Bryan Mike Bryan                    | 6–3, 3–6, 4–6, 4–6         |
| Vítěz     | 1.  | 13. října 2013     | Šanghaj, Čína                             | tvrdý     | Marcelo Melo           | David Marrero Fernando Verdasco         | 7–6(7–2), 6–7(6–8), [10–2] |
| Finalista | 5.  | 20. dubna 2014     | Monte Carlo, Monako                       | antuka    | Marcelo Melo           | Bob Bryan Mike Bryan                    | 3–6, 6–3, [8–10]           |
| Finalista | 6.  | 10. srpna 2014     | Toronto, Kanada                           | tvrdý     | Marcelo Melo           | Alexander Peya Bruno Soares             | 4–6, 3–6                   |
| Finalista | 7.  | 5. října 2014      | Tokio, Japonsko                           | tvrdý     | Marcelo Melo           | Pierre-Hugues Herbert Michał Przysiężny | 3–6, 7–6(7–3), [5–10]      |
| Finalista | 8.  | 16. listopadu 2014 | Turnaj mistrů, Londýn, Spojené království | tvrdý (h) | Marcelo Melo           | Bob Bryan Mike Bryan                    | 7–6(7–5), 2–6, [7–10]      |
| Vítěz     | 2.  | 1. března 2015     | Acapulco, Mexiko                          | tvrdý     | Marcelo Melo           | Mariusz Fyrstenberg Santiago González   | 7–6(7–2), 5–7, [10–3]      |
| Vítěz     | 3.  | 6. června 2015     | French Open, Paříž, Francie               | antuka    | Marcelo Melo           | Bob Bryan Mike Bryan                    | 6–7(5–7), 7–6(7–5), 7–5    |
| Finalista | 9.  | 8. srpna 2015      | Washington, D.C., Spojené státy           | tvrdý     | Marcelo Melo           | Bob Bryan Mike Bryan                    | 4–6, 2–6                   |
| Vítěz     | 4.  | 8. listopadu 2015  | Paříž, Francie                            | tvrdý (h) | Marcelo Melo           | Vasek Pospisil Jack Sock                | 2–6, 6–3, [10–5]           |
| Finalista | 10. | 25. června 2016    | Nottingham, Spojené království            | tráva     | Marcelo Melo           | Dominic Inglot Daniel Nestor            | 5–7, 6–7(4–7)              |
| Vítěz     | 5.  | 31. července 2016  | Toronto, Kanada                           | tvrdý     | Marcelo Melo           | Jamie Murray Bruno Soares               | 6–4, 6–4                   |
| Vítěz     | 6.  | 21. srpna 2016     | Cincinnati, Spojené státy                 | tvrdý     | Marcelo Melo           | Jean-Julien Rojer Horia Tecău           | 7–6(7–5), 6–7(5–7), [10–6] |
| Vítěz     | 7.  | 19. února 2017     | Rotterdam, Nizozemsko                     | tvrdý (h) | Marcel Granollers      | Wesley Koolhof Matwé Middelkoop         | 7–6(7–5), 6–3              |
| Finalista | 11. | 21. května 2017    | Řím, Itálie                               | antuka    | Marcel Granollers      | Pierre-Hugues Herbert Nicolas Mahut     | 6–4, 4–6, [3–10]           |
| Vítěz     | 8.  | 30. července 2017  | Hamburk, Německo                          | antuka    | Mate Pavić             | Pablo Cuevas Marc López                 | 6–3, 6–4                   |
| Finalista | 12. | 13. srpna 2017     | Montréal, Kanada                          | tvrdý     | Rohan Bopanna          | Pierre-Hugues Herbert Nicolas Mahut     | 4–6, 6–3, [6–10]           |
| Vítěz     | 9.  | 29. října 2017     | Basilej, Švýcarsko                        | tvrdý (h) | Marcel Granollers      | Fabrice Martin Édouard Roger-Vasselin   | 7–5, 7–6(8–6)              |
| Finalista | 13. | 5. listopadu 2017  | Paříž, Francie                            | tvrdý (h) | Marcel Granollers      | Łukasz Kubot Marcelo Melo               | 6–7(3–7), 6–3, [6–10]      |
| Vítěz     | 10. | 6. května 2018     | Mnichov, Německo                          | antuka    | Rajeev Ram             | Nikola Mektić Alexander Peya            | 6–3, 7–5                   |
| Finalista | 14. | 26. května 2018    | Ženeva, Švýcarsko                         | antuka    | Rajeev Ram             | Oliver Marach Mate Pavić                | 6–3, 6–7(3–7), [9–11]      |
| Vítěz     | 11. | 30. září 2018      | Čcheng-tu, Čína                           | tvrdý     | Mate Pavić             | Austin Krajicek Džívan Nedunčežijan     | 6–2, 6–4                   |
| Vítěz     | 12. | 10. února 2019     | Montpellier, Francie                      | tvrdý (h) | Édouard Roger-Vasselin | Benjamin Bonzi Antoine Hoang            | 6–4, 6–3                   |
| Vítěz     | 13. | 25. května 2019    | Lyon, Francie                             | antuka    | Édouard Roger-Vasselin | Ken Skupski Neal Skupski                | 6–4, 6–3                   |
| Finalista | 15. | 26. května 2018    | Antalya, Turecko                          | tráva     | Filip Polášek          | Jonatan Erlich Artem Sitak              | 3–6, 4–6                   |
| Vítěz     | 14. | 18. srpna 2019     | Cincinnati, Spojené státy                 | tvrdý     | Filip Polášek          | Juan Sebastián Cabal Robert Farah       | 4–6, 6–4, [10–6]           |
| Vítěz     | 15. | 6. října 2019      | Peking, Čína                              | tvrdý     | Filip Polášek          | Łukasz Kubot Marcelo Melo               | 6–3, 7–6(7−4)              |
| Finalista | 16. | leden 2020         | Adelaide, Austrálie                       | tvrdý     | Filip Polášek          | Máximo González Fabrice Martin          | 6–7(12–14), 3–6            |
| Finalista | 17. | 27. září 2019      | Hamburk, Německo                          | antuka    | Mate Pavić             | John Peers Michael Venus                | 3–6, 4–6                   |
| Finalista | 18. | 12. ledna 2021     | Antalya, Turecko                          | tvrdý     | Filip Polášek          | Nikola Mektić Mate Pavić                | 2–6, 4–6                   |
| Vítěz     | 16. | 21. února 2021     | Australian Open, Melbourne, Austrálie     | tvrdý     | Filip Polášek          | Rajeev Ram Joe Salisbury                | 6–3, 6–4                   |
| Finalista | 19. | 30. července 2021  | LOH – Tokio, Japonsko                     | tvrdý     | Marin Čilić            | Nikola Mektić Mate Pavić                | 4–6, 6–3, [7–10]           |
| Finalista | 20. | srpen 2021         | Winston-Salem, Spojené státy              | tvrdý     | Austin Krajicek        | Marcelo Arévalo Matwé Middelkoop        | 7–6(7–5), 5–7, [6–10]      |
| Finalista | 21. | leden 2022         | Adelaide, Austrálie                       | tvrdý     | Marcelo Melo           | Rohan Bopanna Ramkumar Ramanathan       | 6–7(6–8), 1–6              |
| Vítěz     | 17. | květen 2022        | Lyon, Francie (2)                         | antuka    | Austin Krajicek        | Máximo González Marcelo Melo            | 6–3, 6–4                   |
| Finalista | 22. | 4. června 2022     | French Open, Paříž, Francie               | antuka    | Austin Krajicek        | Marcelo Arévalo Jean-Julien Rojer       | 7–6(7–4), 6–7(5–7), 3–6    |
| Finalista | 23. | 7. srpna 2022      | Washington, D.C., Spojené státy           | tvrdý     | Austin Krajicek        | Nick Kyrgios Jack Sock                  | 5–7, 4–6                   |
| Finalista | 24. | říjen 2022         | Florencie, Itálie                         | tvrdý (h) | Austin Krajicek        | Nicolas Mahut Édouard Roger-Vasselin    | 6–7(4–7), 3–6              |
| Vítěz     | 18. | říjen 2022         | Neapol, Itálie                            | tvrdý     | Austin Krajicek        | Matthew Ebden John Peers                | 6–3, 1–6, [10–8]           |
| Vítěz     | 19. | říjen 2022         | Basilej, Švýcarsko                        | tvrdý (h) | Austin Krajicek        | Nicolas Mahut Édouard Roger-Vasselin    | 6–4, 7–6(7–5)              |
| Finalista | 25. | listopad 2022      | Paříž, Francie                            | tvrdý (h) | Austin Krajicek        | Wesley Koolhof Neal Skupski             | 6–7(5–7), 4–6              |
| Finalista | 26. | leden 2023         | Adelaide, Austrálie                       | tvrdý     | Austin Krajicek        | Marcelo Arévalo Jean-Julien Rojer       | bez boje                   |
| Vítěz     | 20. | únor 2023          | Rotterdam, Nizozemsko                     | tvrdý (h) | Austin Krajicek        | Rohan Bopanna Matthew Ebden             | 7–6(7–5), 2–6, [12–10]     |
| Vítěz     | 21. | duben 2023         | Monte-Carlo, Monako                       | antuka    | Austin Krajicek        | Romain Arneodo Sam Weissborn            | 6–0, 4–6, [14–12]          |
| Vítěz     | 22. | 11. června 2023    | French Open, Paříž, Francie (2)           | antuka    | Austin Krajicek        | Sander Gillé Joran Vliegen              | 6–3, 6–1                   |
| Vítěz     | 23. | 25. června 2023    | Queen's Club, Londýn, Spojené království  | tráva     | Austin Krajicek        | Taylor Fritz Jiří Lehečka               | 6–4, 6–7(5–7), [10–3]      |
| Finalista | 27. | 30. června 2023    | Eastbourne, Spojené království            | tráva     | Austin Krajicek        | Nikola Mektić Mate Pavić                | 4–6, 2–6                   |
| Vítěz     | 24. | 4. října 2023      | Peking, Čína (2)                          | tvrdý     | Austin Krajicek        | Wesley Koolhof Neal Skupski             | 6–7(12–14), 6–3, [10–5]    |
| Finalista | 28. | 2. března 2024     | Dubaj, Spojené arabské emiráty            | tvrdý     | Austin Krajicek        | Tallon Griekspoor Jan-Lennard Struff    | 4–6, 6–4, [6–10]           |
| Finalista | 29. | 30. března 2024    | Miami, Spojené státy                      | tvrdý     | Austin Krajicek        | Rohan Bopanna Matthew Ebden             | 7–6(7–3), 3–6, [6–10]      |
| Finalista | 30. | listopad 2024      | Bělehrad, Srbsko                          | tvrdý (h) | Skander Mansouri       | Jamie Murray John Peers                 | 6–3, 6–7(5–7), [9–11]      |

## Tituly na challengerech ATP a Futures
| Legenda (dvouhra)       |
| ----------------------- |
| ATP Challenger Tour (5) |
| ITF Futures (3)         |

### Dvouhra (8 titulů)
| č. | datum              | turnaj                          | povrch    | soupeř ve finále | výsledek |
| -- | ------------------ | ------------------------------- | --------- | ---------------- | -------- |
| 1. | 4. června 2006     | Prijedor, Bosna a Hercegovina   | antuka    | Adam Vejmělka    | 6–3, 6–2 |
| 2. | 14. října 2006     | Lagos, Nigérie                  | tvrdý     | Illja Marčenko   | 6–3, 6–4 |
| 3. | 5. října 2008      | Mostar, Bosna a Hercegovina     | antuka    | Deniss Pavlovs   | 6–3, 6–2 |
| 4. | 29. března 2009    | Sarajevo, Bosna a Hercegovina   | tvrdý (h) | Dominik Meffert  | 6–4, 6–3 |
| 5. | 7. listopadu 2010  | Astana, Kazachstán              | tvrdý (h) | Igor Kunicyn     | 6–4, 6–3 |
| 6  | 13. září 2015      | Saint-Rémy-de-Provence, Francie | tvrdý     | Nils Langer      | 6–3, 6–2 |
| 7. | 25. října 2015     | Brest, Francie                  | tvrdý (h) | Benoît Paire     | 7–5, 6–1 |
| 8. | 29. listopadu 2015 | Andria, Itálie                  | tvrdý (h) | Michael Berrer   | 6–2, 6–1 |